# (120540) 1994 SK13
(120540) 1994 SK13 es un asteroide perteneciente al cinturón de asteroides, descubierto el 30 de septiembre de 1994 por el equipo del Beijing Schmidt CCD Asteroid Program desde la Estación Xinglong, Hebei, China.

## Designación y nombre
Designado provisionalmente como 1994 SK13.

## Características orbitales
(120540) 1994 SK13 está situado a una distancia media del Sol de 3,004 ua, pudiendo alejarse hasta 3,328 ua y acercarse hasta 2,680 ua. Su excentricidad es 0,108 y la inclinación orbital 8,724 grados. Emplea 1901,94 días en completar una órbita alrededor del Sol.
El próximo acercamiento a la órbita de Júpiter ocurrirá el 6 de octubre de 2037.
Pertenece a la familia de asteroides de (221) Eos.

## Características físicas
La magnitud absoluta de (120540) 1994 SK13 es 15,17. 